# 旧马尔西科
旧马尔西科（義大利語：Marsicovetere），是意大利波坦察省的一个市镇。总面积37.82平方公里，人口5344人，人口密度141.3人/平方公里（2009年）。ISTAT代码为076046。